# Saint-Julien-la-Geneste
Saint-Julien-la-Geneste är en kommun i departementet Puy-de-Dôme i regionen Auvergne-Rhône-Alpes i centrala Frankrike. Kommunen ligger i kantonen Saint-Gervais-d'Auvergne som tillhör arrondissementet Riom. År 2022 hade Saint-Julien-la-Geneste 120 invånare.

## Befolkningsutveckling
Antalet invånare i kommunen Saint-Julien-la-Geneste
| Referens: INSEE |